# Lycus loripes
Lycus loripes är en skalbaggsart som beskrevs av Louis Alexandre Auguste Chevrolat 1835. Lycus loripes ingår i släktet Lycus och familjen rödvingebaggar. Inga underarter finns listade i Catalogue of Life.